# 松日通訊
松日通訊控股有限公司是香港交易所上市公司高銀地產（股票代號0283.HK）的前身，於香港註冊成立。松日通訊的主要業務是生產MP3播放器、電腦科技等。松日通訊前身是英皇科技資訊。
2002年，英皇國際以5千多萬港元出售英皇科技資訊34.94％股份予松日集團創辦人潘蘇通。英皇科技資訊在股權易手後，在2002年8月5日改名為「松日通訊」。2008年，松日通訊以8億港元出售所有電子產品業務，同年11月松日通訊改名「高銀地產」。

## 外部連結
- matsunichi.com.cn